# 格林縣 (愛阿華州)
格林縣（英語：Greene County）是美國愛阿華州中西部的一個縣。面積1,479平方公里。根據美國2000年人口普查，共有人口10,366。縣治傑弗遜 (Jefferson)。
成立於1851年。縣名紀念美國獨立戰爭將領納薩尼爾·葛林 (Nathanael Greene)。